# Flugplatz Grabenstätt

i7
i11
i13

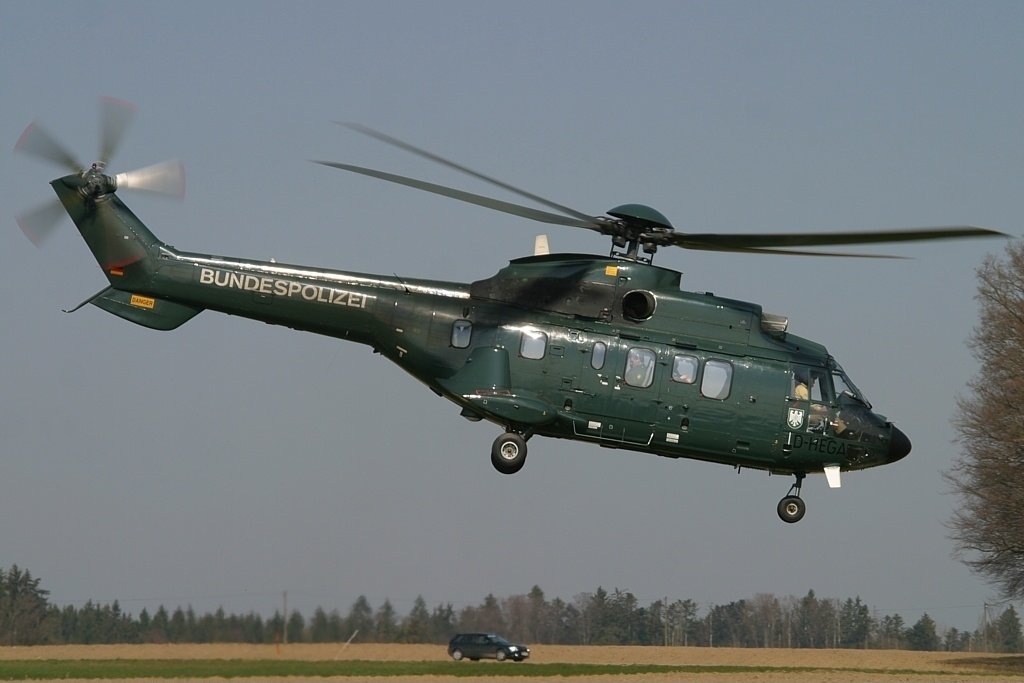
AS 332 Super Puma der Bundespolizei in Grabenstätt (2007)

Der Flugplatz Grabenstätt, auch Falkenhorst Grabenstätt, (ICAO-Code: EDJG) ist ein Sonderlandeplatz in der oberbayerischen Gemeinde Grabenstätt. Er wird von Josef Langbauer betrieben.

## Geografie
Der Flugplatz liegt im Chiemgau, unmittelbar nördlich des Grabenstätter Gewerbegebietes und halben Weges zum Ortsteil Marwang auf einer Höhe von 537 m ü. NN. Drei Kilometer westlich fließt die Tiroler Achen dem Chiemsee zu, einen Kilometer südöstlich liegt der Tüttensee. 20 Kilometer südlich verläuft die Staatsgrenze zu Österreich.

## Geschichte
Die Fliegerei wird in Grabenstätt seit 1974 betrieben und das Gelände seither kontinuierlich ausgebaut.

## Flugplatz und Ausstattung
Der Flugplatz ist zugelassen für Flugzeuge bis 2000 kg Höchstabfluggewicht (MTOW), Motorsegler, die mit eigener Kraft starten, und Ultraleichtflugzeuge mit Sprechfunkausrüstung. Er dient dem Betrieb von Luftfahrzeugen des Platzhalters und mit dessen Zustimmung (PPR) auch dem Verkehr und Betrieb von Luftfahrzeugen Dritter.
Es bestehen ein Wirtschaftsgebäude, ein ebenerdiger Flugleitstand und eine Flugzeughalle.
Der Flugbetrieb findet mit Rücksicht auf ein nahegelegenes Vogelschutzgebiet aus Lärmschutzgründen nur eingeschränkt statt.

## Verkehr
Eine Gemeindestraße erschließt den Flugplatz über die Staatsstraße St 2096 der südlich von Grabenstätt verlaufenden Bundesautobahn 8 hin. Der ÖPNV bedient den Flugplatz nicht direkt. Im südwestlich gelegenen Ort Übersee und am südöstlichen Bahnhof Bergen gibt es Zustiegsmöglichkeiten zu der Bahnstrecke Rosenheim–Salzburg.